# Бузин, Евгений Иванович
Евгений Иванович Бузин (24 февраля 1916, Оренбургская губерния, Российская империя — 26 апреля 1969, Ташкент, СССР) — советский учёный-механик, доктор технических наук (1957). Член-корреспондент Академии наук Узбекской ССР (1962).

## Биография
Родился 24 февраля 1916 года в Оренбургской губернии.
Окончив Среднеазиатский государственный университет (ныне Национальный университет Узбекистана имени Мирзо Улугбека) в 1939 году, устроился на работу в Среднеазиатский индустриальный институт (ныне Ташкентский государственный технический университет имени Ислама Каримова).
С 1941 по 1943 годы принимал участие в Великой Отечественной войне.
С 1948 по 1950 годы — учёный секретарь отдела технической и геологической химии Президиума Академии наук Узбекской ССР. С 1950 по 1955 годы — старший научный сотрудник Института математики и механики АН УзССР.
В 1955 году перешёл на работу во Фрунзенский политехнический институт (ныне Киргизский государственный технический университет имени И. Раззакова), где получил должность доцента и возглавил организованную в том же году общетехническую кафедру в составе горно-геологического факультета. После её объединения с кафедрой сопротивления материалов и переименования в кафедру теоретической механики и сопротивления материалов в 1957 году продолжал руководство до 1959 года.
В 1957 году защитил диссертацию на соискание учёной степени доктора технических наук.
Вернувшись в Узбекистан в 1959 году, занимал должности заведующего кафедрой прикладной механики Ташкентского института инженеров железнодорожного транспорта и заведующего отделом Института механики и сейсмостойкости сооружений АН УзССР. С 1962 года — член-корреспондент АН УзССР.
Ушёл из жизни 26 апреля 1969 года. Похоронен на Боткинском кладбище.

## Семья
Сестра — Бузина Вера Ивановна (15 февраля 1924 — 15 мая 2001, Ташкент)
Племянник — Бузин Юрий Александрович (род. 07 мая 1958)

## Научная деятельность
Евгений Бузин занимался преимущественно вопросами механики деформируемого твёрдого тела в различных областях прикладного применения. Кроме того, в сферу его научных интересов входили задачи механики жидкости и газа.
Авторству учёного принадлежит более 50 научных работ.